# Dieter Zechlin
Dieter Zechlin (Goslar, 30 ottobre 1926 – Potsdam, 16 marzo 2012) è stato un pianista tedesco, uno dei pianisti più famosi della DDR.

## Biografia
Zechlin nacque nel 1926 a Goslar, figlio del medico militare Theodor Zechlin (1889-1954). Suo padre era al fronte durante la seconda guerra mondiale e in seguito conseguì il grado di medico generale.
Dieter Zechlin ricevette la sua prima lezione di pianoforte all'età di otto anni e intraprese i suoi primi tentativi di composizione. Dal 1936 al 1943 frequentò il ginnasio di Erfurt. Dal 1941 al 1943 studiò pianoforte con Otto Weinreich al Conservatorio di Lipsia. Dal 1943 al 1945 fu arruolato per il servizio militare, durante il quale subì gravi lesioni alla mano sinistra. Nel 1945 ricevette lezioni di pianoforte al Conservatorio di Stato della Turingia, Erfurt, da Franz Jung che all'epoca era Generalmusikdirektor dell'Orchestra municipale di Erfurt. Dal 1946 al 1948 studiò pianoforte con Karl Weiß e teoria musicale e composizione con Johann Cilenšek alla Liszt School of Music di Weimar.
Dopo aver completato gli studi, insegnò al Conservatorio di Erfurt e fu assistente alla Weimar Musikhochschule dal 1948 al 1949. Nel 1951 fu nominato all'Hochschule für Musik Hanns Eisler di Berlino. Nel 1971 fu professore invitato al Seminario Internazionale di Musica di Weimar. Nel 1973 conseguì la cattedra di pianoforte al Conservatorio di Berlino. Dal 1971 al 1982 fu il successore di Eberhard Rebling come rettore. Alla fine del suo incarico andò in pensione.
Nel 1965 divenne membro straordinario e nel 1971 Membro ordinario della Deutschen Akademie der Künste a Berlino Est. Dal 1970 al 1978 fu membro del consiglio di amministrazione e vicepresidente e dal 1974 presidente dell'Akademie. Dal 1972 al 1981 diresse la master class di pianoforte. Fu anche Präsidiumsmitglied des Verbandes der Komponisten und Musikwissenschaftler (Membro del consiglio di amministrazione dell'Associazione dei compositori e musicologi) della RDT dal 1969 al 1970. Dal 1971 al 1990 è stato Presidente del Consiglio Musicale della RDT e Presidente della Robert-Schumann Gesellschaft (Società Robert-Schumann) di Zwickau.
Le sue tournée concertistiche lo portarono in Unione Sovietica, Europa, Giappone e America Latina. Zechlin lavorò nella RDT in concerti orchestrali, programmi di musica da camera (anche come accompagnatore nei Lied di Jutta Welting), nonché in registrazioni radio e LP (inclusa l'etichetta VEB Deutsche Schallplatten di Berlino), in particolare le opere di Ludwig van Beethoven e Franz Schubert. Ha suonato in anteprime mondiali di opere di Günter Kochan, Johann Cilenšek e Ernst Hermann Meyer.

## Famiglia
Dieter Zechlin era il pronipote dello storico della Altmark Theodor Zechlin, nipote dello storico Egmont Zechlin e della pedagogista Ruth Zechlin.
È stato sposato dal 1952 al 1971 nel suo secondo matrimonio con la compositrice Ruth Zechlin. Dopo essere entrato nel SED nel 1971, presentò istanza di divorzio. La sua terza moglie fu la pianista bulgara Sascha Müller-Konstantinova. Nel suo quarto matrimonio sposò Susanne Grützmann. La terza e la quarta moglie erano ex allieve di Zechlin.

## Premi
- 1947 Premio solista della città di Weimar
- 1949 Premio Franz Liszt della città di Weimar
- 1950 Premio speciale al Concorso Internazionale Johann Sebastian Bach di Lipsia
- 1959 Premio artistico della Repubblica Democratica Tedesca
- 1960 Premio artistico del FDGB
- 1961 Premio Nazionale della DDR II Classe per l'arte e la letteratura
- 1966 Premio Robert Schumann della città di Zwickau
- 1967 Medaglia al merito della DDR
- 1969 Premio per la registrazione della rivista Musik und Gesellschaft (per il CD Toccata Appassionata)
- 1969 Premio della critica
- 1971 Ordine al merito patriottico in argento[3]
- 1972 Distintivo d'onore dell'Associazione dei compositori e musicologi della RDT in argento
- 1973 Medaglia d'oro Johannes R. Becher
- 1977 Distintivo d'onore dell'Associazione dei compositori e musicologi della RDT in oro

## Discografia scelta
- Ludwig van Beethoven, Concerto per pianoforte e orchestra n. 5, Orchestra del Gewandhaus di Lipsia, Kurt Sanderling (Direttore), 1962/69, Edel Berlin Classics 2007.
- Ludwig van Beethoven, Sonate per pianoforte (registrazione completa), 1959–1969, Edel Berlin Classics 2008. [9 CDs]
- Johann Cilenšek, Pezzo da concerto per pianoforte e orchestra, Deutsche Nationaltheater und Staatskapelle Weimar, Gerhard Pflüger (Direttore), 1967, Hastedt 1998.
- Günter Kochan, Concerto per pianoforte e orchestra, Rundfunk-Sinfonieorchester Lipsia, Herbert Kegel (Direttore), 1959, Hastedt 1999.
- Günter Kochan, Sonate per Viola e pianoforte, Alfred Lipka (Viola), 1988, Hastedt 2006.
- Ernst Hermann Meyer, Toccata appassionata, 1966, Edel Berlin Classics 1995.
- Franz Schubert, Sonate per pianoforte (registrazione completa), 1970–1976, Edel Berlin Classics 2008. [8 CDs]

## Filmografia
- 1965: Kommando 52[4]
- 1971: Trotz alledem![5]

## Scritti
- Dirigent und Instrumentalsolist. In: Vermächtnis und Verpflichtung. Festschrift für Franz Konwitschny zum 60. Geburtstag. Deutscher Verlag für Musik, Leipzig 1961, S. 36–37.
- Wünsche der Interpreten. In: Musik und Gesellschaft 13 (1963) 7, S. 402–405.
- Beethovens Erbe – Besitz unserer sozialistischen Menschengemeinschaft. In: Musik und Gesellschaft 20 (1970) 5, S. 319–320.